# Vito Mannone
Vito Mannone (Desio, Olaszország, 1988. március 2.) olasz labdarúgó, jelenleg a francia Lille kapusa

## Klub karrierjei

### Korai karrier
Mannone Arsène Wengerrel 2005 nyarán írta alá szerződését. Ez 3 évre szólt, és az Arsenalnak 350 ezer fontjába került. Hogy a szerződtetésért külön ne kelljen fizetni, Mannone nem hosszabbította meg lejáró szerződését nevelőegyesületével, az Atalanta BC-vel. 2005. július 16-án debütált, egy felkészülési meccsen a Barnet FC ellen. Az összecsapást az Arsenal nyerte 4–1-re.

### Kölcsönben
2006 nyarán Mannonét 3 hónapra kölcsönadták a másodosztályú Barnsley-nak. Mannone harcolt azért hogy megkapja 1-es számú mezt, Nick Colgantől.
Mannone nem teljesen elégedett a csapatban, általában csak csereként számítottak rá. Debütálására szeptember 22-én, a Preston North End FC ellen került sor, amikor Colgan nem tudott pályára lépni. Első mérkőzése nem sikerült szerencsésen, ugyanis egy szögletnél pont az ellenfél játékosához, Patrick Agyemanghoz ütötte a labdát, ebből kaptak gólt.

### Visszatérés
Térdsérülése miatt már október 23-án visszatért az Arsenalhoz.
Szó volt arról, hogy Mannonét ismét kölcsönadják, a skót Gretnának, ám az üzlet végül nem jött létre.
Mannone a 2007-08-as szezonban 1 mérkőzésen játszott, beugróként Łukasz Fabiański helyén a ligakupában mikor az Ágyúsok észak londoni riválisuk, a Tottenham Hotspur FC ellen játszottak az elődöntőben. 2007. december 19-én Arsenal bejelentette, hogy Mannone szerződést hosszabbít az „Ágyúsokkal”.
Miután Jens Lehmann elhagyta az Arsenalt, Manuel Almunia lett a kezdő kapus, és megkapta az 1-es számú mezt. Így Mannone örökölte a 24-es szerelést, amit korábban Almunia viselt. Mannone régebbi mezszáma a 40-es volt. 2008. április 19-én, először karrierje során, cserekapusként nevezte őt egy bajnokira Wenger. 2008 július 19-én a második félidőben beállt a Barnet FC ellen Underhill stadionban, amit az Ágyúsók 1-2-re megnyertek. 2008-ban a barátságos mérkőzéseken ő védett, de volt, hogy a második félidőben állt be.
Először kezdőként a 2008–09-es szezon utolsó meccsén, a Stoke City FC ellen 4–1-re megnyert meccsen játszott.

### A 2009-10-es szezon
Mivel mindkét rangsorban előtte lévő kapus, Almunia és Fabianski is sérült volt, így sor kerülhetett BL-bemutatkozására is, a Standard de Liège ellen, az első csoportmérkőzésen. Ezen a meccsen két gólt kapott, egyet akcióból és egyet tizenegyesből. Gyengébb teljesítménye ellenére az Arsenal végül nyerni tudott, Nicklas Bendtner, Thomas Vermaelen és Eduardo góljaival.
Manuel Almunia pihentetése miatt Mannone 2009. szeptember 19-én védett a másodszor a Premier League-ben a Wigan Athletic ellen. Mannone jól teljesített a meccsen, gól nélkül abszolválta a találkozót. A végeredmény sima, 4–0-s győzelem lett.
2009. szeptember 26-án a Fulham FC ellen védett legközelebb. Az Arsenal 0-1-re megnyerte a mérkőzést, Mannone a mérkőzés utána ezt nevezte karrierje addigi legjobb meccsének. Szeptember 29-én az Olimpiakosz ellen is játéklehetőséget kapott, ezen a mérkőzésen is voltak jó védései, az Arsenal nyert is 2-0-ra.
2010. január 25-én szerződést hosszabbított az Arsenallal.

### Sunderland
2013. július 3-án Mannone a Sunderland csapatához igazolt ingyen.

## Válogatott
Az U21-es válogatottban 2009. november 19-én mutatkozott be, Magyarország ellen.

## Karrierje statisztikái
Legutóbb frissítve: 2021. január 6-án lett.
| Klub                          | Szezon         | League         | League | League | Nemzeti kupa | Nemzeti kupa | Ligakupa | Ligakupa | Nemzetközi kupa | Nemzetközi kupa | Egyéb | Egyéb | Összesen | Összesen |
| Klub                          | Szezon         | Bajnokság      | Mérk.  | Gólok  | Mérk.        | Gólok        | Mérk.    | Gólok    | Mérk.           | Gólok           | Mérk. | Gólok | Mérk.    | Gólok    |
| ----------------------------- | -------------- | -------------- | ------ | ------ | ------------ | ------------ | -------- | -------- | --------------- | --------------- | ----- | ----- | -------- | -------- |
| Arsenal                       | 2006–07        | Premier League | 0      | 0      | 0            | 0            | 0        | 0        | 0               | 0               | —     | —     | 0        | 0        |
| Arsenal                       | 2007–08        | Premier League | 0      | 0      | 0            | 0            | 0        | 0        | 0               | 0               | —     | —     | 0        | 0        |
| Arsenal                       | 2008–09        | Premier League | 1      | 0      | 0            | 0            | 0        | 0        | 0               | 0               | —     | —     | 1        | 0        |
| Arsenal                       | 2009–10        | Premier League | 5      | 0      | 0            | 0            | 0        | 0        | 3               | 0               | —     | —     | 8        | 0        |
| Arsenal                       | 2010–11        | Premier League | 0      | 0      | 0            | 0            | 0        | 0        | 0               | 0               | —     | —     | 0        | 0        |
| Arsenal                       | 2011–12        | Premier League | 0      | 0      | 0            | 0            | 0        | 0        | 1               | 0               | —     | —     | 1        | 0        |
| Arsenal                       | 2012–13        | Premier League | 9      | 0      | 0            | 0            | 0        | 0        | 4               | 0               | —     | —     | 13       | 0        |
| Arsenal                       | Összesen       | Összesen       | 15     | 0      | 0            | 0            | 0        | 0        | 8               | 0               | —     | —     | 23       | 0        |
| Barnsley (kölcsönben)         | 2006–07        | Championship   | 2      | 0      | 0            | 0            | 2        | 0        | —               | —               | —     | —     | 4        | 0        |
| Hull City (kölcsönben)        | 2010–11        | Championship   | 10     | 0      | 0            | 0            | 0        | 0        | —               | —               | —     | —     | 10       | 0        |
| Hull City (kölcsönben)        | 2011–12        | Championship   | 21     | 0      | 2            | 0            | 0        | 0        | —               | —               | —     | —     | 23       | 0        |
| Sunderland                    | 2013–14        | Premier League | 29     | 0      | 1            | 0            | 6        | 0        | —               | —               | —     | —     | 36       | 0        |
| Sunderland                    | 2014–15        | Premier League | 10     | 0      | 3            | 0            | 0        | 0        | —               | —               | —     | —     | 13       | 0        |
| Sunderland                    | 2015–16        | Premier League | 19     | 0      | 0            | 0            | 1        | 0        | —               | —               | —     | —     | 20       | 0        |
| Sunderland                    | 2016–17        | Premier League | 9      | 0      | 2            | 0            | 0        | 0        | —               | —               | 2     | 0     | 11       | 0        |
| Sunderland                    | Összesen       | Összesen       | 67     | 0      | 6            | 0            | 7        | 0        | —               | —               | 2     | 0     | 80       | 0        |
| Reading                       | 2017–18        | Championship   | 41     | 0      | 0            | 0            | 0        | 0        | —               | —               | —     | —     | 41       | 0        |
| Reading                       | 2018–19        | Championship   | 6      | 0      | 0            | 0            | 0        | 0        | —               | —               | —     | —     | 6        | 0        |
| Reading                       | 2019–20        | Championship   | 0      | 0      | 0            | 0            | 0        | 0        | —               | —               | —     | —     | 0        | 0        |
| Reading                       | Összesen       | Összesen       | 47     | 0      | 0            | 0            | 0        | 0        | —               | —               | 0     | 0     | 47       | 0        |
| Minnesota United (kölcsönben) | 2019           | MLS            | 34     | 0      | 5            | 0            | —        | —        | —               | —               | 1     | 0     | 40       | 0        |
| Esbjerg fB (kölcsönben)       | 2019–20        | Dán Szuperliga | 12     | 0      | 1            | 0            | —        | —        | 0               | 0               | —     | —     | 13       | 0        |
| Monaco                        | 2020–21        | Ligue 1        | 9      | 0      | 0            | 0            | —        | —        | 0               | 0               | —     | —     | 9        | 0        |
| Teljes karrier                | Teljes karrier | Teljes karrier | 217    | 0      | 14           | 0            | 9        | 0        | 8               | 0               | 3     | 0     | 251      | 0        |

1. 1 2 3  Pályára lépései a Bajnokok Ligájában
2. ↑  Pályára lépései Football League Trophy-n a Sunderland U23-as csapatával
3. ↑  Pályára lépése a 2019-es MLS kupa rájátszásában

## Külső hivatkozások
- Vito Mannone pályafutásának statisztikái a Soccerbase oldalon (angolul)

- Arsenal.com profile